# ناحیه حمام نبایل
ناحیه حمام نبایل (به عربی: دائرة حمام النبایل) یک ناحیه در الجزایر است که در استان قالمه واقع شده‌است. ناحیه حمام نبایل ۳۵٬۴۱۰ نفر جمعیت دارد.